# Лигатура (металлургия)
Лигату́ра (в металлургии) — сплав из двух и более компонентов, предназначенный для введения в жидкий металл тугоплавких, либо сильно отличающихся по плотности от основы сплава элементов. Легирование с помощью лигатур даёт более стабильные результаты в случае необходимости внесения малых концентраций легирующих элементов благодаря лёгкости дозирования или при введении в сплав легко окисляющихся или летучих при высоких температурах элементов.
В чёрной металлургии лигатуры отличают от ферросплавов, использующихся одновременно для легирования и раскисления.

## В ювелирном деле
В ювелирном деле лигатура добавляется к драгоценному металлу для доведения ювелирного сплава до определённой пробы, для изменения цвета сплава, а также для придания ему различных полезных свойств:
- Увеличение твёрдости, износоустойчивости металла. Необходимо для длительной эксплуатации изделия.
- Улучшение ковкости, литейных свойств, повышение/понижение температуры плавления сплава для удобства обработки изделий ювелиром.

Для золота лигатура как правило состоит из серебра и меди, реже добавляются платина, палладий, никель и цинк.
В серебре легирующим компонентом выступает медь.